# Matthew Brabham
Matthew Chase Brabham (Boca Ratón, Florida, Estados Unidos; 25 de febrero de 1994) es un piloto de automovilismo estadounidense-australiano. Es hijo de Geoff Brabham y nieto del tricampeón mundial de Fórmula 1 Jack Brabham.
Fue campeón en la U.S. F2000 y la Pro Mazda en 2012 y 2013, respectivamente. También ha corrido algunas competencias de IndyCar Series, Fórmula E y Supercars. Es tricampeón de Stadium Super Trucks (2018, 2019 y 2021).

## Resultados

### Campeonato Nacional U.S. F2000
(Clave) (negrita indica pole position) (cursiva indica vuelta rápida)

| Año     | Escudería                               | 1     | 2     | 3     | 4     | 5     | 6     | 7      | 8     | 9     | 10    | 11    | 12    | 13    | 14    | Pos. | Puntos |
| ------- | --------------------------------------- | ----- | ----- | ----- | ----- | ----- | ----- | ------ | ----- | ----- | ----- | ----- | ----- | ----- | ----- | ---- | ------ |
| 2012    | Cape Motorsports w/ Wayne Taylor Racing | SEB 1 | SEB 2 | STP 2 | STP 2 | LOR 2 | MDO 3 | MDO 25 | ROA 1 | ROA 1 | ROA 3 | BAL 2 | BAL 1 | VIR 4 | VIR 8 | 1.º  | 339    |
| Fuente: |                                         |       |       |       |       |       |       |        |       |       |       |       |       |       |       |      |        |

### Pro Mazda Championship
(Clave) (negrita indica pole position) (cursiva indica vuelta rápida)

| Año     | Escudería          | 1     | 2     | 3     | 4     | 5     | 6     | 7     | 8     | 9     | 10    | 11    | 12    | 13    | 14    | 15    | 16    | Pos. | Puntos |
| ------- | ------------------ | ----- | ----- | ----- | ----- | ----- | ----- | ----- | ----- | ----- | ----- | ----- | ----- | ----- | ----- | ----- | ----- | ---- | ------ |
| 2013    | Andretti Autosport | COA 3 | COA 1 | STP 1 | STP 1 | IND 1 | IOW 1 | TOR 1 | TOR 1 | MOS 3 | MOS 9 | MOH 1 | MOH 1 | TRO 1 | TRO 1 | HOU 1 | HOU 1 | 1.º  | 466    |
| Fuente: |                    |       |       |       |       |       |       |       |       |       |       |       |       |       |       |       |       |      |        |

### Indy Lights/Indy NXT
(Clave) (negrita indica pole position) (cursiva indica vuelta rápida)

| Año     | Escudería               | 1        | 2       | 3        | 4        | 5       | 6       | 7      | 8     | 9      | 10      | 11       | 12    | 13      | 14      | 15    | 16    | Pos. | Puntos |
| ------- | ----------------------- | -------- | ------- | -------- | -------- | ------- | ------- | ------ | ----- | ------ | ------- | -------- | ----- | ------- | ------- | ----- | ----- | ---- | ------ |
| 2014    | Andretti Autosport      | STP 9    | LBH 3   | ALA 1 4  | ALA 2 12 | IMS 1   | IMS 2 4 | INDY 2 | POC 5 | TOR 4  | MDO 1 5 | MDO 2 12 | MIL 2 | SNM 1 6 | SNM 2 5 |       |       | 4.º  | 424    |
| 2015    | Andretti Autosport      | STP 1 11 | STP 2 7 | LBH 11   | ALA 1    | ALA 2   | IMS 1   | IMS 2  | INDY  | TOR 1  | TOR 2   | MIL      | IOW   | MDO 1   | MDO 2   | LAG 1 | LAG 2 | 13.º | 35     |
| 2022    | Andretti Autosport      | STP 1L   | ALA 7   | IMS 1 10 | IMS 2 9  | DET 1 3 | DET 2 4 | RDA 6  | MDO 2 | IOW 3  | NSC 4   | GAT 1L   | POR 2 | LAG 1 8 | LAG 2 3 |       |       | 3.º  | 471    |
| 2023    | Juncos Hollinger Racing | STP      | BAR     | IMS      | DET      | DET     | RDA     | MDO    | IOW 4 |        |         | GMP 7    | POR 9 | LAG 5   | LAG 4   |       |       | 16.º | 159    |
| 2023    | Cape Motorsports        |          |         |          |          |         |         |        |       | NSH 13 | IMS     |          |       |         |         |       |       | 16.º | 159    |
| Fuente: |                         |          |         |          |          |         |         |        |       |        |         |          |       |         |         |       |       |      |        |

### Fórmula E
(Clave) (negrita indica pole position) (cursiva indica vuelta rápida)

| Año     | Escudería                         | 1   | 2   | 3   | 4   | 5   | 6   | 7   | 8   | 9   | 10  | 10  | Pos. | Puntos | Ref.  |
| ------- | --------------------------------- | --- | --- | --- | --- | --- | --- | --- | --- | --- | --- | --- | ---- | ------ | ----- |
| 2014-15 | Andretti Autosport Formula E Team | PEK | PUT | PDE | BUE | MIA | LBH | MON | BER | MOS | LON | LON | 31.º | 0      | [ 2 ] |
| 2014-15 | Andretti Autosport Formula E Team |     | 13  | Ret |     |     |     |     |     |     |     |     | 31.º | 0      | [ 2 ] |

### IndyCar Series
(Clave) (negrita indica pole position) (cursiva indica vuelta rápida)

| Año     | Escudería          | Motor     | 1   | 2   | 3   | 4   | 5      | 6       | 7   | 8   | 9   | 10  | 11  | 12  | 13  | 14  | 15  | 16  | Pos. | Puntos |
| ------- | ------------------ | --------- | --- | --- | --- | --- | ------ | ------- | --- | --- | --- | --- | --- | --- | --- | --- | --- | --- | ---- | ------ |
| 2016    | Pirtek Team Murray | Chevrolet | STP | PHX | LBH | ALA | IMS 16 | INDY 22 | DET | DET | RDA | IOW | TOR | MDO | POC | TXS | WGL | SNM | 30.º | 37     |
| Fuente: |                    |           |     |     |     |     |        |         |     |     |     |     |     |     |     |     |     |     |      |        |

#### 500 Millas de Indianápolis
| Año  | Chasis  | Motor     | Inicio | Final | Equipo             |
| ---- | ------- | --------- | ------ | ----- | ------------------ |
| 2016 | Dallara | Chevrolet | 27     | 22    | Pirtek Team Murray |